# Infinite Space
Infinite Space (無限航路, Mugen Kōro) é um jogo eletrônico de RPG co-desenvolvido pela Nude Maker e pela PlatinumGames para Nintendo DS. Ele foi publicado pela Sega em 2009 no Japão e em 2010 no ocidente. O enredo de ficção científica, ambientado na Pequena e na Grande Nuvem de Magalhães, acompanha a vida e o crescimento de Yuri enquanto ele enfrenta a expansão agressiva do Império Lugovaliano e, em seguida, uma ameaça alienígena maior. A jogabilidade envolve a frota de Yuri viajando pelas galáxias, lutando tanto em batalhas roteirizadas quanto em encontros aleatórios, com o sistema de batalha apresentando comandos em tempo real e com as naves e a tripulação personalizáveis.
O jogo foi produzido como parte de um acordo de publicação de quatro jogos entre a PlatinumGames e a Sega. Ele foi promovido no Japão com um curta-metragem de anime co-produzido pela Gonzo e Production I.G., lançado em várias partes em japonês e inglês. Recebeu críticas geralmente positivas, com elogios à narrativa e às mecânicas de jogabilidade. Uma reclamação comum entre os críticos japoneses e ocidentais foi sua alta dificuldade. Suas vendas foram abaixo do esperado, totalizando 200.000 unidades em todo o mundo, o que foi atribuído aos custos de fabricação dos cartuchos e ao nicho de apelo da narrativa.

## Lançamento
Infinite Space foi anunciado em maio de 2008. O anúncio veio junto com o da parceria de publicação de quatro jogos da PlatinumGames pela Sega; os outros títulos eram MadWorld, Bayonetta e o então ainda não anunciado Vanquish. Na época, ele era conhecido pelo título Infinite Line. Como parte da parceria de publicação, Infinite Space e as outras propriedades intelectuais anunciadas passaram a pertencer à Sega. O jogo foi demonstrado na Tokyo Game Show 2008. Um evento promocional de teste foi realizado em uma loja de jogos em Akihabara em 30 de maio de 2009.
O jogo foi lançado no Japão em 11 de junho de 2009 na América do Norte em 16 de março de 2010 e nas regiões PAL em 26 de março de 2010. Além da diferença de idioma, nenhum conteúdo foi alterado entre os lançamentos regionais. Embora tenha sido o terceiro título da PlatinumGames a ser lançado no Ocidente, foi seu primeiro lançamento no Japão.

## Recepção
Infinite Space foi recebido de forma "geralmente favorável" pela crítica especializada, de acordo com o agregador de críticas Metacritic. Embora a recepção da crítica ao jogo tenha sido, em geral, positiva, ele teve uma reação mais mista dos jogadores no Japão e no Ocidente.
A recepção da narrativa foi, em geral, positiva, com elogios à sua escrita e ao seu escopo. Quando mencionados, os gráficos receberam opiniões mistas. A jogabilidade recebeu elogios gerais por sua personalização e sistema de batalha; uma reclamação comum em todas as regiões foi a alta dificuldade e a falta de direções.

### Vendas
Durante a primeira semana após seu lançamento no Japão, Infinite Space vendeu 38 mil unidades e foi o jogo mais vendido no Japão durante esse período. A empresa de acompanhamento de vendas Media Create previu que o jogo teria uma taxa de vendas de 92%, indicando que poderia continuar a ter um bom desempenho no mercado. Até o final de 2009, ele estava entre os duzentos títulos mais vendidos, vendendo pouco mais de 71.400 unidades. Seu sucesso de vendas inicial foi atribuído ao seu amplo apelo temático e ao fato de ser um título “ortodoxo” para DS, de um tipo que estava se tornando raro no mercado moderno. O jogo acabou vendendo cerca de 200 mil unidades em todo o mundo. Mais tarde, ao falar sobre suas baixas vendas gerais no Japão, Kono citou a fabricação limitada de cartuchos devido aos custos como um fator. Inaba culpou a Sega, em tom de brincadeira, pela subprodução do jogo, o que fez com que o estoque limitado se esgotasse rapidamente em todo o mundo, mas atribuiu mais seriamente a falta de vendas ao apelo de nicho do jogo.